# Daniel Voisin
Daniel Voisin, né le 29 janvier 1939 à Dijon et décédé le 19 avril 2020 à Limoges, était un joueur de pétanque français. 

## Biographie
Il est droitier. Il décède du Covid 19 le 19 avril 2020.

## Clubs
- ? :  : La Pétanque du Drapeau (Dijon, Côte-d'Or)
- ?-1984 : Amicale Bouliste du Taurion (Saint-Priest-Taurion, Haute-Vienne)
- 1984-2004 : Amicale des Marais Pétanque (Montluçon, Allier)
- 2004-? : Amicale Bouliste du Taurion (Saint-Priest-Taurion, Haute-Vienne)
- ? : La Joyeuse Pétanque d'Isle (Isle, Haute-Vienne)

## Palmarès[3],[4]

### Séniors

#### Championnats du Monde
Champion du Monde
- Triplette 1988 (avec Didier Choupay et Christian Fazzino) :  Équipe de France 2
- Triplette 1989 (avec Didier Choupay et Christian Fazzino) :  Équipe de France 3

Troisième
- Triplette 1991 (avec Christian Fazzino et Didier Choupay) :  Équipe de France

#### Jeux mondiaux
Vainqueur
- Triplette 1989 (avec Didier Choupay et Christian Fazzino) :  Équipe de France

#### Championnats d'Europe
Champion d'Europe
- 1989 :  Équipe de France

#### Championnats de France
Champion de France
- Doublette 1984 (avec Christian Fazzino) : Amicale des Marais Pétanque Montluçon
- Triplette 1984 (avec Alain Rochelet et Christian Fazzino) : Amicale des Marais Pétanque Montluçon
- Triplette 1989 (avec Jean-Luc Amblard et Christian Fazzino) : Amicale des Marais Pétanque Montluçon
- Doublette 1995 (avec Philippe Suchaud) : Amicale des Marais Pétanque Montluçon
- Triplette 2002 (avec Philippe Suchaud et Christian Fazzino) : Amicale des Marais Pétanque Montluçon

Finaliste
- Tête-à-tête 1972 : Amicale des Marais Pétanque Montluçon
- Doublette 1987 (avec Christian Fazzino) : Amicale des Marais Pétanque Montluçon
- Triplette 1994 (avec Jean-Luc Amblard et Christian Fazzino) : Amicale des Marais Pétanque Montluçon
- Triplette 2001 (avec Philippe Suchaud et Christian Fazzino) : Amicale des Marais Pétanque Montluçon
- Doublette 2003 (avec Philippe Suchaud) : Amicale des Marais Pétanque Montluçon

#### Masters de pétanque
Vainqueur
- Triplette 2002 (avec Christian Fazzino, Philippe Suchaud et Frédéric Perrin) : Équipe Fazzino

Finaliste
- Triplette 2001 (avec Christian Fazzino, Philippe Suchaud et Raphaël Rypen) : Équipe Fazzino

#### Millau

##### Mondial de Millau (1993-2002)
Vainqueur
- Doublette 1994 (avec Philippe Suchaud)

Finaliste
- Triplette 1997 (avec Philippe Suchaud et Bruno Rocher)
- Doublette 1997 (avec Philippe Suchaud)
- Triplette 2001 (avec Philippe Suchaud et Christian Fazzino)
- Triplette 2002 (avec Philippe Suchaud et Christian Fazzino)